# Grabenbrücke (Baustelle)
Eine Grabenbrücke, an einer Baustelle, auch Fußgänger-Behelfsbrücke, ist eine Brücke über einen baustellenbedingten Graben, wie er beispielsweise beim Leitungsbau entsteht. 

## Funktion
In der Regel werden damit durch Baustellen unterbrochene Gehwege miteinander verbunden oder einzelne Hauseingänge trotz eines Grabens vor dem Haus erreichbar gehalten. Die Breite einer Grabenbrücke ist bis 3,00 m Länge auf mindestens 100 cm festgesetzt, ab 4,00 m muss eine Grabenbrücke mindestens 130 cm breit sein.
Für einen ordnungsgemäßen Einsatz müssen Grabenbrücken den ZTV-SA 5.10.08, den Zusätzlichen Technischen Vertragsbedingungen und Richtlinien für Sicherungsarbeiten an Arbeitsstellen an Straßen entsprechen, die ein begleitendes Regelwerk zu den  Richtlinien zur verkehrsrechtlichen Sicherung von Arbeitsstellen an Straßen (RSA 21) sind. Sie muss für Fußgänger, Radfahrer, Rollstuhlfahrer und Sehbehinderte bis hin zu Blinden geeignet sein. Damit sind seitlich ein Bordbrett, ein Zwischenholm und ein Geländerholm im 1,00 m Höhe erforderlich, außerdem eine Anrampung, wenn das Brett (die eigentliche Brücke) dicker als 1,5 cm ist. Ein rutschfester Belag ist erforderlich.
Grabenbrücken können auch für Baustellenfahrzeuge oder den allgemeinen Verkehr erforderlich sein. Dann gelten weitergehende Anforderungen.
Neben Stahl- und Aluminium-Konstruktionen sind auch Brücken aus Plastik oder solche mit Holzbelag einsetzbar.